# تشيتشي

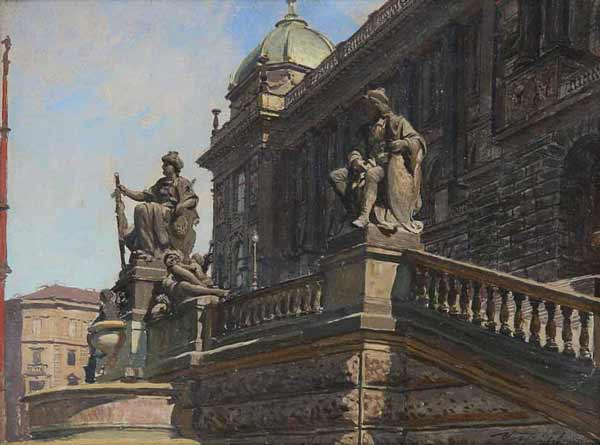
تمثال تشيتشي أمام المتحف الوطني (براج)

تشيتشي هو تجسيد التشيك،الذي كان يستخدم في القرن ال19 كرد فعل على التجسيد للقومية المنافسة الممثلة في ألمانيا أو النمسا.